# Osakeyhtiö
Osakeyhtiö (pronunciación en finés: /ˈosɑkeˌʔyhtiø/, y traducido cómo: sociedad por acciones), también conocida como Oy (pronunciado /ˈoːˌʔyː/), es una forma de sociedad de responsabilidad limitada en el derecho mercantil finlandés, es el equivalente finlandés de referirse a una sociedad de responsabilidad limitada, GmbH o sociedad anónima.
Es la forma más común usada en Finlandia por empresas con el 43% de estas empresas usándola.
Las primeras empresas de este tipo existieron en 1762 durante el dominio sueco de Finlandia, con la fábrica de loza Herttoniemi siendo la primera con esta denominación oficial en su nombre, y entre 1762 y 1864 fueron creadas 62 de estas sociedades mercantiles en el país (bajo tanto dominio sueco cómo ruso). en 1864, tras crearse el primer reglamento de este tipo, entre 1864 y 1892 aumentó el número de empresas a 1,095, la mayor parte al sur de Finlandia.
Julkinen osakeyhtiö o Oyj es el equivalente a "sociedad anónima" la cual puede cotizar en la bolsa de valores, es un equivalente a una sociedad anónima bursátil, Plc o corporación